# Pedaria conformis
Pedaria conformis är en skalbaggsart som beskrevs av Louis Albert Péringuey 1901. Pedaria conformis ingår i släktet Pedaria och familjen bladhorningar. Inga underarter finns listade i Catalogue of Life.